# Paradelphomyia (Oxyrhiza) pleuralis
Paradelphomyia (Oxyrhiza) pleuralis is een tweevleugelige uit de familie steltmuggen (Limoniidae). De soort komt voor in het Nearctisch gebied.